# Danh sách tập của Như chưa hề có cuộc chia ly
Dưới đây là danh sách chương trình đã phát sóng của Như chưa hề có cuộc chia ly, chương trình tìm kiếm, kết nối và đoàn tụ thân nhân do nhà báo Thu Uyên sáng lập và hiện do Công ty Trách nhiệm hữu hạn Xã hội Nối Thân Thương (We Connect) chủ trì.
Số đầu tiên của chương trình Như chưa hề có cuộc chia ly được phát sóng trên kênh VTV1 của Đài Truyền hình Việt Nam (VTV) vào lúc 20:00 ngày 1 tháng 12 năm 2007. Kể từ số thứ hai, chương trình được truyền hình trực tiếp trên VTV1 mỗi tháng một lần vào ngày thứ bảy đầu tiên của tháng. Mỗi số của chương trình có thời lượng khoảng 60 phút, bao gồm hai đến bốn cuộc đoàn tụ được thực hiện trực tiếp tại trường quay; đối với những chương trình đặc biệt (Gala) vào dịp Tết Âm lịch, thời lượng phát sóng có thể được kéo dài lên tới 120 phút. Các chương trình thường được ấn định lịch phát sóng vào ngày thứ bảy đầu tiên trong tháng, đôi khi được thay đổi sang ngày chủ nhật hoặc dời lại từ một đến hai tuần do việc phát sóng các chương trình, sự kiện truyền hình trực tiếp khác của VTV.
Từ năm 2009, Như chưa hề có cuộc chia ly được phát sóng đồng thời trên kênh VTV4 để phục vụ khán giả người Việt sinh sống ở nước ngoài, và đến số thứ 19 (vào tháng 6 năm 2009), kênh VTV9 cũng tham gia tiếp phát sóng trực tiếp chương trình này cho đến tháng 6 năm 2010. Bên cạnh đó, chương trình còn được phát lại ở nhiều khung giờ khác trong tháng trên cả hai kênh VTV1 và VTV4; các chương trình đã phát sóng đều được đăng tải trên trang của các báo Thanh Niên, Tuổi Trẻ và trên trang chủ của chương trình. Sau số kỷ niệm 10 năm lên sóng vào giữa năm 2018, Như chưa hề có cuộc chia ly tạm dừng phát sóng trong 6 tháng để cơ cấu lại tổ chức và tìm kiếm tài trợ, trước khi phát sóng trở lại trên kênh VTV9 vào lúc 16:00 ngày chủ nhật đầu tiên của tháng kể từ tháng 2 năm 2019.
Vào năm 2020, các chương trình trực tiếp vào tháng 3 và tháng 4 đã không được thực hiện do yêu cầu công tác phòng chống dịch COVID-19 tại Việt Nam. Số thứ 134 của chương trình, lên sóng vào ngày 7 tháng 6 năm 2020, đã được thông báo là số phát sóng truyền hình cuối cùng sau khi Như chưa hề có cuộc chia ly tuyên bố dừng hoạt động vào đầu tháng 6 do hết nguồn kinh phí thực hiện. Được sự giúp đỡ quan trọng của một số cá nhân và tổ chức, chương trình thứ 135 của Như chưa hề có cuộc chia ly đã được lên sóng trở lại vào ngày 2 tháng 11 năm 2020 mà không có tên thương hiệu của một nhà tài trợ nào. Cũng kể từ đây, Như chưa hề có cuộc chia ly chỉ được phát trực tiếp qua các nền tảng mạng xã hội của chương trình vào lúc 20:00 thứ hai mỗi đầu tháng, và được tiếp sóng trên ứng dụng VTV Go và kênh truyền hình VTC3. Từ tháng 10 năm 2023, chương trình được phát sóng trên Kênh Truyền hình Quốc hội Việt Nam vào lúc 17:15 ngày thứ bảy đầu tiên của tháng.
Từ ngày 5 tháng 4 năm 2025, Như chưa hề có cuộc chia ly quay trở lại phát sóng trên kênh VTV1 trong khung giờ cũ 20:10 các ngày thứ bảy đầu tháng, lần đầu tiên kể từ năm 2018.

## Danh sách
| Năm 2007 |                                                               |                      |        |
| 1        | TBA                                                           | 1 tháng 12 năm 2007  | [ 17 ] |
| Năm 2008 |                                                               |                      |        |
| 2        | TBA                                                           | 5 tháng 1 năm 2008   | [ 18 ] |
| 3        | TBA                                                           | 2 tháng 2 năm 2008   | [ 19 ] |
| 4        | TBA                                                           | 1 tháng 3 năm 2008   | TBA    |
| 5        | TBA                                                           | 5 tháng 4 năm 2008   | TBA    |
| 6        | TBA                                                           | 3 tháng 5 năm 2008   | TBA    |
| 7        | TBA                                                           | 7 tháng 6 năm 2008   | TBA    |
| 8        | TBA                                                           | 5 tháng 7 năm 2008   | TBA    |
| 9        | TBA                                                           | 2 tháng 8 năm 2008   | TBA    |
| 10       | TBA                                                           | 6 tháng 9 năm 2008   | TBA    |
| 11       | TBA                                                           | 4 tháng 10 năm 2008  | TBA    |
| 12       | "Những đứa trẻ lạc nhà"                                       | 1 tháng 11 năm 2008  | TBA    |
| 13       | "Những đứa trẻ lạc nhà 2"                                     | 1 tháng 12 năm 2008  | [ 20 ] |
| Năm 2009 |                                                               |                      |        |
| 14       | "Đêm Gala"                                                    | 3 tháng 1 năm 2009   | [ 21 ] |
| 15       | "Quê hương – Nơi mà chúng ta thuộc về"                        | 7 tháng 2 năm 2009   | TBA    |
| 16       | "Ta sẽ gặp lại nhau"                                          | 14 tháng 3 năm 2009  | TBA    |
| 17       | "Bù đắp"                                                      | 4 tháng 4 năm 2009   | TBA    |
| 18       | "Những người con nuôi từ Đường 7"                             | 16 tháng 5 năm 2009  | [ 22 ] |
| 19       | "Từ Đường 7 trở về"                                           | 20 tháng 6 năm 2009  | [ 23 ] |
| 20       | "Trở về với mẹ"                                               | 4 tháng 7 năm 2009   | [ 24 ] |
| 21       | TBA                                                           | 2 tháng 8 năm 2009   | TBA    |
| 22       | "Những chuyến đi"                                             | 5 tháng 9 năm 2009   | TBA    |
| 23       | "Không biên giới"                                             | 2 tháng 10 năm 2009  | TBA    |
| 24       | "Không biên giới 2"                                           | 7 tháng 11 năm 2009  | TBA    |
| 25       | "Khôn nguôi"                                                  | 5 tháng 12 năm 2009  | TBA    |
| Năm 2010 |                                                               |                      |        |
| 26       | "Gương mặt yêu dấu"                                           | 9 tháng 1 năm 2010   | [ 25 ] |
| 27       | "Gala Tết sum họp"                                            | 6 tháng 2 năm 2010   | TBA    |
| 28       | "Về những người phụ nữ"                                       | 13 tháng 3 năm 2010  | TBA    |
| 29       | "Một dân tộc thống nhất"                                      | 4 tháng 4 năm 2010   | TBA    |
| 30       | "Ra đi để giữ vững ngọn cờ độc lập"                           | 2 tháng 5 năm 2010   | [ 26 ] |
| 31       | "Những chiếc mũ rơm"                                          | 6 tháng 6 năm 2010   | TBA    |
| 32       | "Trùng phùng"                                                 | 3 tháng 7 năm 2010   | TBA    |
| 33       | "Tàng thư lên tiếng"                                          | 7 tháng 8 năm 2010   | TBA    |
| 34       | "Giấc mơ thành hiện thực"                                     | 4 tháng 9 năm 2010   | TBA    |
| 35       | "Hà Nội ơi!"                                                  | 2 tháng 10 năm 2010  | [ 27 ] |
| 36       | "Những đứa trẻ lạc nhà 3"                                     | 6 tháng 11 năm 2010  | TBA    |
| 37       | "Bài ca người lính"                                           | 5 tháng 12 năm 2010  | TBA    |
| Năm 2011 |                                                               |                      |        |
| 38       | "Những gì tạo nên gia đình"                                   | 8 tháng 1 năm 2011   | TBA    |
| 39       | "Gala 2011: Về với mẹ"                                        | 5 tháng 2 năm 2011   | TBA    |
| 40       | "Lớn lên xa mẹ"                                               | 5 tháng 3 năm 2011   | TBA    |
| 41       | "Đường trở về nhà"                                            | 2 tháng 4 năm 2011   | TBA    |
| 42       | "Một ngày một đời"                                            | 7 tháng 5 năm 2011   | TBA    |
| 43       | "Nặng tình Đà Nẵng – Quảng Nam"                               | 18 tháng 6 năm 2011  | TBA    |
| 44       | "Làng ơi!"                                                    | 2 tháng 7 năm 2011   | TBA    |
| 45       | "Những người cha"                                             | 6 tháng 8 năm 2011   | TBA    |
| 46       | "Như hạt mưa sa"                                              | 3 tháng 9 năm 2011   | TBA    |
| 47       | "Đồng đội ơi, ở đâu"                                          | 1 tháng 10 năm 2011  | TBA    |
| 48       | "Trọn vẹn"                                                    | 5 tháng 11 năm 2011  | TBA    |
| 49       | "Con cần có mẹ"                                               | 3 tháng 12 năm 2011  | TBA    |
| Năm 2012 |                                                               |                      |        |
| 50       | "Phút nhận ra mình"                                           | 7 tháng 1 năm 2012   | TBA    |
| 51       | "Gala 2012: Gọi quê hương – Ngàn yêu thương"                  | 28 tháng 1 năm 2018  | TBA    |
| 52       | "Tìm di ảnh"                                                  | 3 tháng 3 năm 2012   | TBA    |
| 53       | "Ly hương từ nạn đói"                                         | 14 tháng 4 năm 2012  | TBA    |
| 54       | "Bí quyết của đội tìm kiếm"                                   | 5 tháng 5 năm 2012   | TBA    |
| 55       | "Những đứa trẻ rớt trên đường loạn"                           | 2 tháng 6 năm 2012   | TBA    |
| 56       | "May mắn xin dành cho nhau"                                   | 14 tháng 7 năm 2012  | TBA    |
| 57       | "Nguồn cội"                                                   | 4 tháng 8 năm 2012   | TBA    |
| 58       | "Cái ác giữa chúng ta"                                        | 14 tháng 9 năm 2012  | TBA    |
| 59       | "Những đứa trẻ rớt trên đường loạn 2"                         | 13 tháng 10 năm 2012 | TBA    |
| 60       | "Đoàn viên sau 67 năm"                                        | 6 tháng 11 năm 2012  | TBA    |
| Năm 2013 |                                                               |                      |        |
| 61       | "Bao dung"                                                    | 2 tháng 3 năm 2013   | TBA    |
| 62       | "Từ gốc tre, măng tất mọc"                                    | 6 tháng 4 năm 2013   | TBA    |
| 63       | "Nông sâu lòng người"                                         | 4 tháng 5 năm 2013   | TBA    |
| 64       | "Yêu theo cách của mình"                                      | 1 tháng 6 năm 2013   | TBA    |
| 65       | "Khi ADN lên tiếng"                                           | 3 tháng 8 năm 2013   | TBA    |
| 66       | "Không thể cắt chia"                                          | 7 tháng 9 năm 2013   | TBA    |
| 67       | "Nhà có nóc"                                                  | 5 tháng 10 năm 2013  | TBA    |
| 68       | "Lưu dấu"                                                     | 2 tháng 11 năm 2013  | TBA    |
| 69       | "Những đứa con của chiến tranh"                               | 14 tháng 12 năm 2013 | TBA    |
| Năm 2014 |                                                               |                      |        |
| 70       | "Lá rụng về cội"                                              | 4 tháng 1 năm 2014   | TBA    |
| 71       | "Gala 2014: Phút giây này, có ai ngờ, chợt đến"               | 4 tháng 2 năm 2014   | TBA    |
| 72       | "Quanh ta có phép màu..."                                     | 1 tháng 3 năm 2014   | TBA    |
| 73       | "Đà Lạt không chia ly"                                        | 5 tháng 4 năm 2014   | TBA    |
| 74       | "Ra đi – Trở về"                                              | 3 tháng 5 năm 2014   | TBA    |
| 75       | "Về mau cho kịp"                                              | 7 tháng 6 năm 2014   | TBA    |
| 76       | "Chúng tôi luôn lắng nghe"                                    | 5 tháng 7 năm 2014   | TBA    |
| 77       | "Những đứa con tìm mẹ"                                        | 9 tháng 8 năm 2014   | TBA    |
| 78       | "Những người ruột thịt chưa quen"                             | 13 tháng 9 năm 2014  | TBA    |
| 79       | "Như dòng đời xô dạt"                                         | 4 tháng 10 năm 2014  | TBA    |
| 80       | "Lỡ nhịp"                                                     | 8 tháng 11 năm 2014  | TBA    |
| Năm 2015 |                                                               |                      |        |
| 81       | "Luôn hướng về nhau"                                          | 3 tháng 1 năm 2015   | TBA    |
| 82       | "Gala 2015: Dòng sông xưa nỗi nhớ mênh mang"                  | 23 tháng 2 năm 2015  | TBA    |
| 83       | "Ở một góc trái tim"                                          | 14 tháng 3 năm 2014  | TBA    |
| 84       | "Sự đối nghịch của chiến tranh"                               | 4 tháng 4 năm 2015   | TBA    |
| 85       | TBA                                                           | 2 tháng 5 năm 2015   | TBA    |
| 86       | TBA                                                           | 6 tháng 6 năm 2015   | TBA    |
| 87       | "Thời gian không chờ ai"                                      | 4 tháng 7 năm 2015   | TBA    |
| 88       | TBA                                                           | 2 tháng 8 năm 2015   | TBA    |
| 89       | "Sáu mươi năm..."                                             | 5 tháng 9 năm 2015   | TBA    |
| 90       | TBA                                                           | 3 tháng 10 năm 2015  | TBA    |
| 91       | "Những người cha"                                             | 7 tháng 11 năm 2015  | TBA    |
| 92       | "Mẹ nhớ con quá đi"                                           | 12 tháng 12 năm 2015 | TBA    |
| Năm 2016 |                                                               |                      |        |
| 93       | "Hai nửa gia đình"                                            | 9 tháng 1 năm 2016   | TBA    |
| 94       | "Yêu thương đặt đúng chỗ"                                     | 13 tháng 2 năm 2016  | TBA    |
| 95       | "Sống để yêu thương"                                          | 5 tháng 3 năm 2016   | TBA    |
| 96       | "Ngược về 41 năm"                                             | 2 tháng 4 năm 2016   | TBA    |
| 97       | "Anh có tin mẹ tìm anh không?"                                | 14 tháng 5 năm 2016  | TBA    |
| 98       | "Có thể đây là người thân của tôi"                            | 4 tháng 6 năm 2016   | TBA    |
| 99       | "Vì sự bình yên và hạnh phúc của nhân dân"                    | 2 tháng 7 năm 2016   | TBA    |
| 100      | TBA                                                           | 6 tháng 8 năm 2016   | TBA    |
| 101      | "Hồi sinh"                                                    | 3 tháng 9 năm 2018   | TBA    |
| 102      | "Tuổi thơ không với tới"                                      | 1 tháng 10 năm 2016  | TBA    |
| 103      | "Như giấc mơ dài"                                             | 12 tháng 11 năm 2016 | TBA    |
| 104      | "Là số phận, không ai có lỗi"                                 | 3 tháng 12 năm 2016  | TBA    |
| Năm 2017 |                                                               |                      |        |
| 105      | "Thời gian không in dấu"                                      | 7 tháng 1 năm 2017   | TBA    |
| 106      | "Mẹ xa con nơi chân trời góc bể"                              | 4 tháng 2 năm 2017   | TBA    |
| 107      | "Không có gì ngoài tấm lòng mình"                             | 4 tháng 3 năm 2017   | TBA    |
| 108      | "Huyết thống"                                                 | 1 tháng 4 năm 2017   | TBA    |
| 109      | "Khi có con, con đã hiểu mẹ hơn"                              | 6 tháng 5 năm 2017   | TBA    |
| 110      | "Bến hiền thuyền đậu"                                         | 3 tháng 6 năm 2017   | TBA    |
| 111      | "Yêu con bao nhiêu cho đủ"                                    | 1 tháng 7 năm 2017   | TBA    |
| 112      | "Đồng hành"                                                   | 5 tháng 11 năm 2017  | TBA    |
| 113      | "Cho con đi để con được sống tốt hơn"                         | 9 tháng 12 năm 2017  | TBA    |
| Năm 2018 |                                                               |                      |        |
| 114      | "Những cánh thư"                                              | 13 tháng 1 năm 2018  | TBA    |
| 115      | "Sống cậy tình người"                                         | 10 tháng 2 năm 2018  | TBA    |
| 116      | "Không ai là không có gốc"                                    | 3 tháng 3 năm 2018   | TBA    |
| 117      | "Thời gian xóa nhòa hay khắc sâu ký ức?"                      | 7 tháng 4 năm 2018   | TBA    |
| 118      | "Hãy để hòa bình là vĩnh cửu"                                 | 6 tháng 5 năm 2018   | [ 28 ] |
| 119      | "Mười năm"                                                    | 10 tháng 6 năm 2018  | TBA    |
| Năm 2019 |                                                               |                      |        |
| 120      | "Một ngày nữa là Tết"                                         | 3 tháng 2 năm 2019   | TBA    |
| 121      | "Nơi sinh: Campuchia, hồi hương 1970"                         | 3 tháng 3 năm 2019   | TBA    |
| 122      | "Với quê hương đừng bao giờ chia biệt"                        | 7 tháng 4 năm 2019   | TBA    |
| 123      | "Cái chớp mắt của số phận"                                    | 5 tháng 5 năm 2019   | TBA    |
| 124      | "Lưu lạc nơi đâu"                                             | 2 tháng 6 năm 2019   | TBA    |
| 125      | "Thân – nghĩa là Thương vô bờ"                                | 7 tháng 7 năm 2019   | TBA    |
| 126      | "Những người đàn bà rời đi"                                   | 4 tháng 8 năm 2019   | TBA    |
| 127      | "Rang áo"                                                     | 1 tháng 9 năm 2019   | TBA    |
| 128      | "Vì sao ba không trở lại tìm con?"                            | 6 tháng 10 năm 2019  | TBA    |
| 129      | "Giữa những dòng sử"                                          | 3 tháng 11 năm 2019  | TBA    |
| 130      | "Nếu thời gian cho tôi quay trở lại"                          | 1 tháng 12 năm 2019  | TBA    |
| Năm 2020 |                                                               |                      |        |
| 131      | "Luôn có một nơi để trở về"                                   | 5 tháng 1 năm 2020   | TBA    |
| 132      | "Khi những miền quê bỗng như gần lại"                         | 2 tháng 2 năm 2020   | TBA    |
| 133      | "Tảo tần"                                                     | 8 tháng 3 năm 2020   | TBA    |
| 134      | "Trái tim ta luôn sống vì nhau"                               | 7 tháng 6 năm 2020   | TBA    |
| 135      | "Khát vọng bình yên"                                          | 2 tháng 11 năm 2020  | [ a ]  |
| 136      | "Mồ côi tội lắm ai ơi!"                                       | 9 tháng 12 năm 2020  | TBA    |
| Năm 2021 |                                                               |                      |        |
| 137      | "Chỉ có tình thương"                                          | 4 tháng 1 năm 2021   | TBA    |
| 138      | "Tình cha vầng thái dương"                                    | 1 tháng 2 năm 2021   | TBA    |
| 139      | "Tình nhân loại, nghĩa đồng bào"                              | 1 tháng 3 năm 2021   | TBA    |
| 140      | "Những người con của rừng già"                                | 5 tháng 4 năm 2021   | TBA    |
| 141      | "Ổ bánh mì làm nên kỳ diệu"                                   | 3 tháng 5 năm 2021   | TBA    |
| 142      | "Giàu là giàu tình thương"                                    | 12 tháng 7 năm 2021  | TBA    |
| 143      | "Vẫn đoàn viên giữa đại dịch"                                 | 2 tháng 8 năm 2021   | TBA    |
| 144      | "Mai anh sẽ về sống với các em"                               | 6 tháng 9 năm 2021   | TBA    |
| 145      | "Gặp con như sống lại"                                        | 4 tháng 10 năm 2021  | TBA    |
| 146      | "Khát khao có một mái nhà"                                    | 1 tháng 11 năm 2021  | TBA    |
| 147      | "Phía sau người đàn ông"                                      | 6 tháng 12 năm 2021  | TBA    |
| Năm 2022 |                                                               |                      |        |
| 148      | "Cuộc đời chỉ trọn vẹn khi không còn chia ly"                 | 3 tháng 1 năm 2022   | TBA    |
| 149      | "Yêu thương không phải cách"                                  | 7 tháng 2 năm 2022   | TBA    |
| 150      | "Những vòng tay ấm"                                           | 7 tháng 3 năm 2022   | TBA    |
| 151      | "Thương người như thể thương thân"                            | 4 tháng 4 năm 2022   | TBA    |
| 152      | "Hãy lên tiếng"                                               | 2 tháng 5 năm 2022   | [ b ]  |
| 153      | "Dòng máu đào"                                                | 6 tháng 6 năm 2022   | [ 31 ] |
| 154      | "Chu Lai – Cuộc chạy loạn tháng 3/1975"                       | 4 tháng 7 năm 2022   | [ 32 ] |
| 155      | "Chu Lai – Cuộc chạy loạn tháng 3/1975 (Phần II)"             | 1 tháng 8 năm 2022   | TBA    |
| 156      | "Những ám ảnh trong đời cô bé đi lạc"                         | 5 tháng 9 năm 2022   | TBA    |
| 157      | "Không ai gọi tên tôi, nên tôi không biết tên mình"           | 3 tháng 10 năm 2022  | TBA    |
| 158      | "Song sinh"                                                   | 7 tháng 11 năm 2022  | TBA    |
| 159      | "Chào mẹ của con"                                             | 5 tháng 12 năm 2022  | [ 33 ] |
| Năm 2023 |                                                               |                      |        |
| 160      | "Con quý như kim cương"                                       | 2 tháng 1 năm 2023   | TBA    |
| 161      | "Gala Như chưa hề có cuộc chia ly 2023: Quanh ta có phép màu" | 21 tháng 1 năm 2023  | [ 34 ] |
| 162      | "Con trốn đây sao chẳng thấy ai tìm"                          | 6 tháng 3 năm 2023   | TBA    |
| 163      | "Lúc nào mình cũng là người của họ mà"                        | 3 tháng 4 năm 2023   | TBA    |
| 164      | "Một chuyến tàu thống nhất"                                   | 1 tháng 5 năm 2023   | TBA    |
| 165      | "Điều quên & điều nhớ"                                        | 5 tháng 6 năm 2023   | TBA    |
| 166      | "Nước mắt thì mặn"                                            | 3 tháng 7 năm 2023   | TBA    |
| 167      | "Nhà có 6–7 anh em"                                           | 7 tháng 8 năm 2023   | TBA    |
| 168      | "20 ngày trên tàu giữa Đà Nẵng – Quy Nhơn"                    | 4 tháng 9 năm 2023   | TBA    |
| 169      | "Người đi từ Quảng Trị"                                       | 7 tháng 10 năm 2023  | TBA    |
| 170      | "Dù đau mấy cũng đã là dĩ vãng"                               | 6 tháng 11 năm 2023  | TBA    |
| 171      | "Trở về hồn nhiên"                                            | 2 tháng 12 năm 2023  | TBA    |
| Năm 2024 |                                                               |                      |        |
| 172      | "Chị Lạc – Em Hồng"                                           | 6 tháng 1 năm 2024   | TBA    |
| 173      | "Gương mặt người thân"                                        | 3 tháng 2 năm 2024   | TBA    |
| 174      | "Người thất lạc quanh ta"                                     | 2 tháng 3 năm 2024   | TBA    |
| 175      | "Người xứ Nẫu"                                                | 6 tháng 4 năm 2024   | TBA    |
| 176      | "Làm sao nhớ khi không biết "gia đình" là gì?"                | 4 tháng 5 năm 2024   | TBA    |
| 177      | "May nhờ, rủi chịu"                                           | 1 tháng 6 năm 2024   | [ 35 ] |
| 178      | "Tới ngày trở lại quê nhà"                                    | 6 tháng 7 năm 2024   | TBA    |
| 179      | "Chị em một ruột cắt ra"                                      | 3 tháng 8 năm 2024   | [ 36 ] |
| 180      | "Đời người mấy lần 20 năm"                                    | 7 tháng 9 năm 2024   | TBA    |
| 181      | "Mất cha, con mồ côi"                                         | 5 tháng 10 năm 2024  | TBA    |
| 182      | "Con tôi nuôi chờ ai tìm tôi trả"                             | 2 tháng 11 năm 2024  | TBA    |
| 183      | "Nặng trĩu yêu thương"                                        | 7 tháng 12 năm 2024  | [ 37 ] |
| Năm 2025 |                                                               |                      |        |
| 184      | "Lùn Mã Tử"                                                   | 4 tháng 1 năm 2025   | TBA    |
| 185      | "Người đàn ông sống cùng với gió"                             | 1 tháng 2 năm 2025   | [ 38 ] |
| 186      | "Những người con của Huế"                                     | 1 tháng 3 năm 2025   | TBA    |
| 187      | "Nơi đất mỡ màng"                                             | 5 tháng 4 năm 2025   | [ 39 ] |
| 188      | "Hãy đặt tên con là Thu"                                      | 3 tháng 5 năm 2025   | TBA    |
| 189      | "Chẳng lẽ mẹ bán con"                                         | 7 tháng 6 năm 2025   | TBA    |
| 190      | "Những đứa trẻ vẫn đi về phía nhà"                            | 5 tháng 7 năm 2025   | [ 40 ] |